# The Four II
Pour plus de détails, voir Fiche technique et Distribution.
The Four II (四大名捕2, Si da ming bu 2) est un film sino-hongkongais réalisé par Gordon Chan, sorti en 2013.
C'est la suite du film The Four sorti en 2010.

## Fiche technique
- Titre original : 四大名捕2, Si da ming bu 2
- Titre français : The Four II
- Réalisation : Gordon Chan
- Scénario : Gordon Chan, Lui Koon-nam, Frankie Tam et Wen Rui-an
- Pays d'origine :  Hong Kong |  Chine
- Format : Couleurs - 35 mm
- Genre : Film d'aventure, Film d'action
- Durée : 118 minutes
- Date de sortie :
  -  Hong Kong : 22 novembre 2013

## Distribution
- Deng Chao : Leng Lingqi (Sang froid)
- Liu Yifei : Shong Yayu (Sans émotion)
- Ronald Cheng : Cui Lueshang (Chasseur)
- Collin Chou : Tie Yourda (Mains de fer)
- Anthony Wong Chau-sang : Zhuge Zhenwo